# Kanton Pouyastruc
Kanton Pouyastruc (francouzsky Canton de Pouyastruc) je francouzský kanton v departementu Hautes-Pyrénées v regionu Midi-Pyrénées. Tvoří ho 27 obcí.

## Obce kantonu
- Aubarède
- Bouilh-Péreuilh
- Boulin
- Cabanac
- Castelvieilh
- Castéra-Lou
- Chelle-Debat
- Collongues
- Coussan
- Dours
- Gonez
- Hourc
- Jacque
- Lansac
- Laslades
- Lizos
- Louit
- Marquerie
- Marseillan
- Mun
- Oléac-Debat
- Peyriguère
- Pouyastruc
- Sabalos
- Soréac
- Souyeaux
- Thuy